# Cyclisme en Bretagne
 (février 2015).

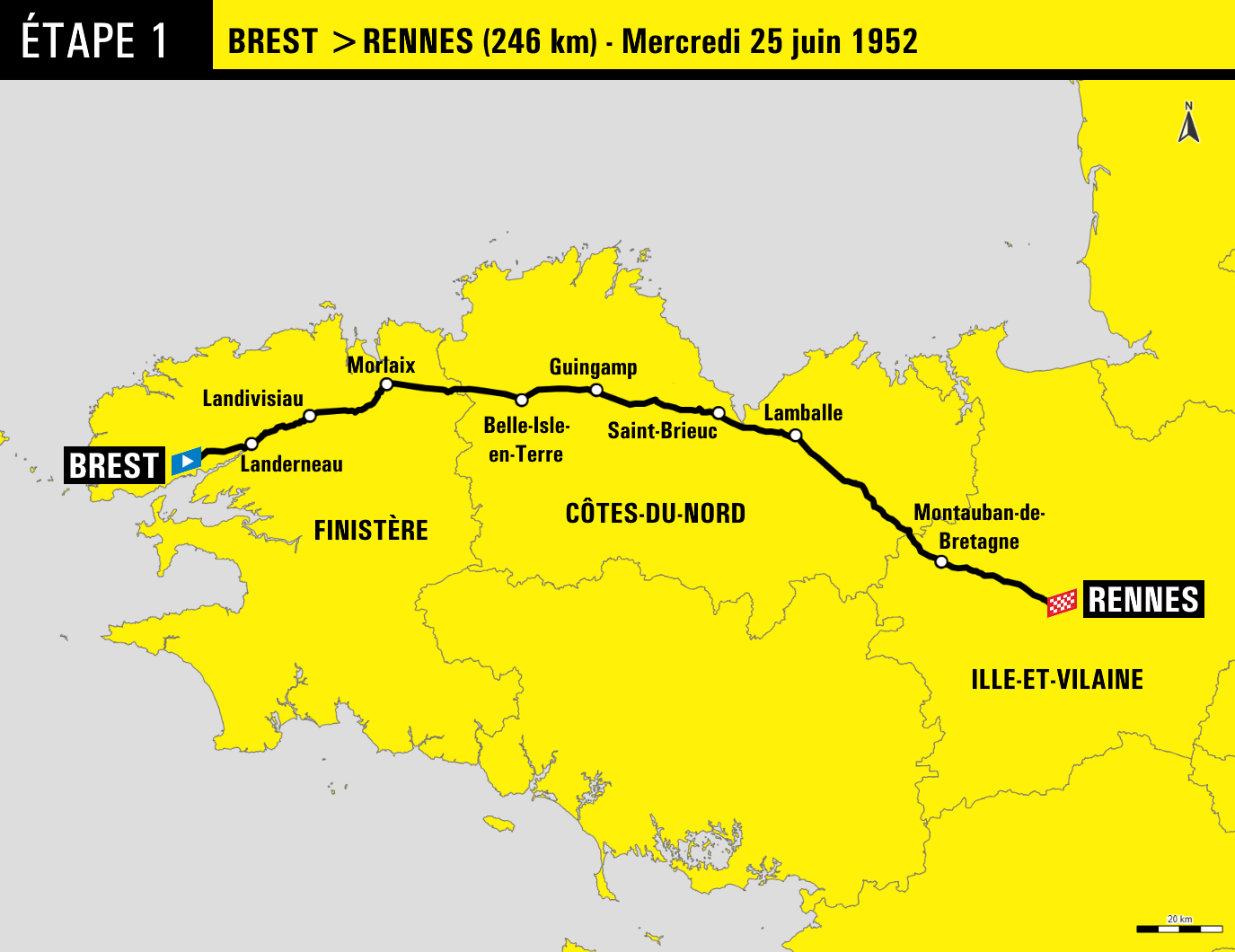
Carte de la première étape du Tour de France 1952 entre Rennes et Brest.

Le cyclisme en Bretagne comprend les activités cyclistes de loisir et professionnelles se déroulant en Bretagne ou impliquant des personnalités de cette région.

## Histoire
Alors que les premières compétitions cyclistes connues ont eu lieu à Angers en 1868, on voit apparaitre les premières épreuves bretonnes à Saint-Pol-de-Léon et Brest en 1869.
À Brest, la "Société hippique" avait organisé une course de grands bis dont le vainqueur fut un nommé Ribaut, de Lannilis.
Par la suite, des courses sont organisées à Quimper, Concarneau, Lorient, où le sieur Lair, propriétaire de restaurant, se met en tête d'effectuer le parcours Lorient-Paris-Lorient sur son tricycle.
Mais c'est la création de la course Paris-Brest-Paris qui va déclencher l'engouement général pour le vélo en Bretagne.
Le 11 mars 1868 est fondé le premier club  breton, le Véloce Club Rennais
Des critériums comme ceux de Châteaulin, dénommé Circuit de l'Aulne, et Callac connurent un grand succès et attirèrent de grandes foules. Il existait également une grande course professionnelle, le Tour de l'Ouest.
Plus récemment, d'autres courses ont lieu : Grand Prix du Morbihan (ex Grand Prix de Plumelec), Grand Prix de Rennes, route Adélie (ex Tour de l'Armorique), Tour du Finistère, Tro Bro Leon, Boucles de l'Aulne...
L'une d'entre elles, l'ancien Grand Prix Ouest-France est devenu une épreuve ProTour sous le nom d'épreuve de Plouay qui a ainsi accueilli le Championnat du monde de cyclisme en 2000. Le Ruban granitier breton est quant à lui devenu le tour de Bretagne.

### Histoire récente
Une équipe régionale professionnelle a été créée, l'équipe Bretagne-Jean Floc'h. Elle a notamment participé au Grand Prix de Plouay en 1999. Elle s'appela ensuite Bretagne-Schuller puis Bretagne Séché Environnement. Même si elle est basée en Bretagne, la formation Fortuneo Vitale Concept n'a plus grand chose à voir avec la Bretagne.

## Caractéristiques
« La bicyclette est fille de Bretagne » disait l’ancien président de la Fédération française de cyclisme et de l’UCI, Achille Joinard. En 2008, la Bretagne à 4 départements compte 9 000 licenciés, ce qui en fait la 2e région de France en nombre de licenciés. En 2006, les Côtes-d'Armor comptaient 19 clubs, le Finistère, 38 clubs, l'Ille-et-Vilaine, 31 clubs et le Morbihan, 39 clubs. La Loire-Atlantique que d'aucuns situent parfois en Bretagne comportait pour sa part 33 clubs.
Le terrain est varié, avec une prépondérance de terrain accidenté. À propos du Tour de France 2008 dont les 3 premières étapes partent de Bretagne, Bernard Hinault a donné ce commentaire : « On sait que la Bretagne, ça n’est pas ce qu'il y a de plus difficile, mais si les coureurs veulent faire la course, ils trouveront sur les routes bretonnes le terrain pour s’amuser et donner du spectacle. »

## Champions bretons

### Victoires sur les Grands Tours
- Tour de France : 
  - Jean Robic (1947)
  - Lucien Petit-Breton (1907, 1908)
  - Louison Bobet (1953, 1954, 1955)
  - Bernard Hinault (1978, 1979, 1981, 1982, 1985)
- Tour d'Espagne : 
  - Bernard Hinault (1978, 1983)
- Tour d'Italie : 
  - Bernard Hinault (1980, 1982, 1985)

### Victoires d'étapes sur le Tour de France
- 27 coureurs ont remporté au moins 1 étape individuelle en 104 éditions depuis 1903.

| Nbre | Vainqueur              | Années                                                                                        |
| ---- | ---------------------- | --------------------------------------------------------------------------------------------- |
| 28   | Bernard Hinault        | 3 en 1978 , 7 en 1979 , 3 en 1980 , 5 en 1981 , 4 en 1982 , 1 en 1984 , 2 en 1985 , 3 en 1986 |
| 16   | René Le Grevès         | 1 en 1933 , 4 en 1934 , 4 en 1935 , 6 en 1936 , 1 en 1939                                     |
| 11   | Louison Bobet          | 2 en 1948 , 1 en 1950 , 1 en 1951 , 2 en 1953 , 3 en 1954 , 2 en 1955                         |
| 7    | Lucien Petit-Breton    | 2 en 1907 , 5 en 1908                                                                         |
| 6    | Jean Robic             | 3 en 1947 , 1 en 1949 , 1 en 1952 , 1 en 1953                                                 |
| 3    | Jean-Pierre Genet      | 1 en 1968 , 1 en 1971 , 1 en 1974                                                             |
| 2    | Warren Barguil         | 2 en 2017                                                                                     |
| 2    | Pierre Cloarec         | 2 en 1939                                                                                     |
| 2    | Christian Seznec       | 1 en 1978 , 1 en 1979                                                                         |
| 1    | Jean Bourlès           | 1 en 1957                                                                                     |
| 1    | Dominique Gaigne       | 1 en 1983                                                                                     |
| 1    | Jean Gainche           | 1 en 1958                                                                                     |
| 1    | Jean-Marie Goasmat     | 1 en 1936                                                                                     |
| 1    | Joseph Groussard       | 1 en 1959                                                                                     |
| 1    | Pierre Le Bigaut       | 1 en 1983                                                                                     |
| 1    | André Le Dissez        | 1 en 1959                                                                                     |
| 1    | Ferdinand Le Drogo     | 1 en 1927                                                                                     |
| 1    | Paul Le Drogo          | 1 en 1929                                                                                     |
| 1    | Philippe Leleu         | 1 en 1983                                                                                     |
| 1    | Pascal Lino            | 1 en 1993                                                                                     |
| 1    | François Mahé          | 1 en 1954                                                                                     |
| 1    | Jean Malléjac          | 1 en 1953                                                                                     |
| 1    | Pierre-Henri Menthéour | 1 en 1984                                                                                     |
| 1    | Joseph Morvan          | 1 en 1956                                                                                     |
| 1    | Pascal Poisson         | 1 en 1984                                                                                     |
| 1    | Maurice Quentin        | 1 en 1953                                                                                     |
| 1    | Joseph Thomin          | 1 en 1956                                                                                     |
| 93   | Total                  |                                                                                               |

### Porteurs du Maillot Jaune sur le Tour de France
| Nbre de Jours | Coureur             | Années                                         |
| ------------- | ------------------- | ---------------------------------------------- |
| 79            | Bernard Hinault     | 1978, 1979, 1980, 1981, 1982, 1984, 1985, 1986 |
| 36            | Louison Bobet       | 1948, 1953, 1954, 1955                         |
| 18            | Lucien Petit-Breton | 1907, 1908, leader sans maillot jaune          |
| 10            | Georges Groussard   | 1964                                           |
| 10            | Pascal Lino         | 1992                                           |
| 5             | Jean Mallejac       | 1953                                           |
| 3             | Stéphane Heulot     | 1996                                           |
| 2             | Jean Fontenay       | 1939                                           |
| 2             | Ronan Pensec        | 1990                                           |
| 1             | Dominique Gaigne    | 1986                                           |
| 1             | Jean-Pierre Genet   | 1968                                           |
| 1             | Joseph Groussard    | 1960                                           |
| 1             | Léon Le Calvez      | 1931                                           |
| 1             | Ferdinand Le Drogo  | 1927                                           |
| 1             | Désiré Letort       | 1969                                           |
| 1             | François Mahé       | 1953                                           |
| 1             | Jean Robic          | 1953                                           |
| 171           | Total               |                                                |

### Victoires sur les Grandes Classiques

#### Milan-San Remo
- Lucien Petit-Breton (1907)
- Louison Bobet (1951)
- Joseph Groussard (1963)
- Marc Gomez  (1982)

#### Amstel Gold Race
- Bernard Hinault (1981)

#### Gand-Wevelgem
- Bernard Hinault (1977)

#### Tour des Flandres
- Louison Bobet (1955)

#### Paris-Roubaix
- Louison Bobet (1956)
- Bernard Hinault (1981)
- Frédéric Guesdon (1997)

#### Flèche wallonne
- Bernard Hinault (1979, 1983)

#### Liège-Bastogne-Liège
- Bernard Hinault (1977, 1980)

#### Tour de Lombardie
- Louison Bobet (1951)
- Bernard Hinault (1979, 1984)

#### Bretagne Classic
- François Favé (1931)
- Lucien Tulot (1934)
- Pierre Cogan (1936)
- Jean-Marie Goasmat (1937)
- Pierre Cloarec (1938)
- Éloi Tassin (1945), (1948)
- Ange Le Strat (1946)
- Amand Audaire (1949), (1950)
- Émile Guérinel (1951), (1952)
- Jean Gainche (1958), (1962)
- Emmanuel Crenn (1959)
- Fernand Picot (1961), (1962)
- Jean Bourlès (1964)
- François Goasduff (1965)
- François Hamon (1967)
- Jean Jourden (1968), (1969)
- Robert Bouloux (1972)
- Jean-Claude Largeau (1973)
- Cyrille Guimard (1975)
- Bruno Cornillet (1990)
- Ronan Pensec (1992)
- Valentin Madouas (2023)

#### Paris-Tours
- Lucien Petit-Breton (1906)
- René Le Grevès (1935)
- Raymond Guégan (1952)
- Albert Bouvet (1956)
- Frédéric Guesdon (2006)

### Victoires sur les principales courses à étapes

#### Paris-Nice
- Louison Bobet (1952)
- Jean Bobet (1955)

#### LeCritérium du Dauphiné
- Louison Bobet (1955)
- Bernard Hinault (1977), (1979), (1981)

#### LeTour de l'Avenir
- Pascal Lino (1989)
- Hervé Garel (1992)
- Warren Barguil (2012)
- David Gaudu (2016)

### Records
- Record du monde de l'heure : 
  - Lucien Petit-Breton (1905) (41,110 km)

### Titres internationaux

#### Sur route
- Champions du monde professionnels
  - Louison Bobet (1954)
  - Bernard Hinault (1980)
- Champions du monde amateurs
  - Jean Jourden (1961)
  - Jacques Botherel (1965)
- Champion du monde juniors
  - Arnaud Gérard (2002)
  - Johan Le Bon (2008)
  - Olivier Le Gac (2010)
- Champion d'Europe sur route espoirs
  - Cyril Gautier (2008)
- Champion d'Europe sur route juniors
  - Johan Le Bon (2008)
  - Franck Bonnamour (2013)

#### Cyclo-cross
- Champions du monde de cyclo-cross
  - Jean Robic (1950)

#### Sur piste
- Championne olympique de la course aux points à Atlanta
  - Nathalie Even-Lancien (1996)
- Championne du monde du scratch 
  - Pascale Jeuland  (2010)
- Champion du monde de vitesse par équipes
  - Vincent Le Quellec (1997, 1998)
- Champion du monde de vitesse juniors
  - Mickaël Quemener (1998)
- Champion du monde de vitesse par équipes juniors
  - Mickaël Quemener (1998)
  - Kévin Guillot (2010)
- Champion du monde de cyclisme sur piste master course aux points
  - Patrice Huby (2019)
- Champion d'Europe de vitesse espoirs
  - Vincent Le Quellec (1995)
- Champion d'Europe de vitesse par équipes
  - Vincent Le Quellec (1996)
- Championne d'Europe de vitesse par équipes espoirs
  - Virginie Cueff (2008, 2009, 2010)
- Champion d'Europe de vitesse par équipes juniors
  - Kévin Guillot (2010)

#### VTT
- Championne olympique VTT cross-country
  - Julie Bresset (2012)
- Championne du monde de VTT cross-country
  - Julie Bresset (2012, 2013)
- Championne du monde de cross-country moins de 23 ans
  - Julie Bresset (2011)
- Championne du monde du relais par équipes
  - Julie Bresset (2011)
- Championne d'Europe de cross-country espoirs
  - Julie Bresset (2011)
- Championne d'Europe du relais par équipes
  - Julie Bresset (2011)

#### BMX
- Championne du monde BMX Cruiser
  - Laëtitia Le Corguillé (2006)
- Championne d'Europe de BMX 
  - Laëtitia Le Corguillé (2005, 2006, 2008)
- Championne d'Europe de BMX juniors 
  - Laëtitia Le Corguillé (2004)

### Titres nationaux

#### Sur route

##### en ligne
- Champions de France sur route professionnels 
  - Ferdinand Le Drogo (1927, 1928)
  - René Le Grevès (1936)
  - Louison Bobet (1950, 1951)
  - Georges Talbourdet (1974)
  - Bernard Hinault (1978)
  - Marc Gomez (1983)
  - Stéphane Heulot (1996)
  - En 1967, Désiré Letort, vainqueur de la compétition, fut déclassé pour cause de dopage.
  - Warren Barguil (2019)
  - Valentin Madouas (2023)
- Champions de France sur route amateurs
  - Yves Le Goff (1931)
  - Louison Bobet (1946)
  - Jean Erussard (1948)
  - Jean Dacquay (1951)
  - Roger Lancien (1966)
  - Philippe Dalibard (1981)
  - Serge Bodin (1988)
  - Yann Guyot (2014)
  - Valentin Madouas (2016)
  - Axel Mariault (2021)
- Championnes de France sur route femmes
  - Annick Chapron (1971)
  - Edwige Pitel (2007, 2016)
  - Aude Biannic (2018)
  - Audrey Cordon-Ragot (2020, 2022)
- Champions de France sur route espoirs
  - Freddy Ravaleu (1999)
  - Damien Le Fustec (2011)
- Championnes de France sur route espoirs femmes
  - Pascale Jeuland  (2006)
  - Audrey Cordon (2011)
  - Amandine Fouquenet (2022)
- Champions de France sur route juniors
  - Bernard Hinault (1972)
  - Jacques Coualan (1986)
  - Jean-Cyril Robin (1987)
  - Benoît Salmon (1992)
  - Arnaud Gérard (2002)
  - Warren Barguil (2009)
  - Mathieu Le Lavandier (2010)
  - Élie Gesbert(2013)
- Championnes de France sur route femmes espoirs devenus juniors
  - Christine Gourmelon (1981)
  - Martine L'Haridon (1982)
- Championnes de France sur route femmes juniors
  - Alexandra Le Hénaff (1996)
  - Aude Biannic (2008)
- Champions de France sur route cadets
  - Robert. JOUAN. (1966)
  - Benoît Salmon (1990)
- Championne de France sur route cadettes
  - Véronique Bleunven (1988)
  - Véronique Le Galle (1989)
  - Laëtitia Huguet (1990)
  - Solène Vinsot (2011)
- Champions de France des Indépendants
  - Jean-Paul Paris (1964)
- Champion de France militaires sur route
  - Pierre Cogan (1938)
  - Jean-Marie Goasmat (1939)
  - Désiré Letort (1963)
  - Maurice Le Guilloux (1971)
  - Pierre Le Bigaut (1979)

##### contre la montre
- Champion de France du clm homme
  - Benoît Vaugrenard  (2007)
- Championnes de France du clm femmes
  - Edwige Pitel (2004, 2005)
  - Audrey Cordon-Ragot (2015, 2016, 2017, 2018, 2021,2022,2024)
  - Cédrine Kerbaol (2023)
- Champions de France du clm espoirs
  - Johan Le Bon (2011, 2012)
  - Eddy Le Huitouze (2022, 2023)
- Champions de France du clm juniors
  - Élie Gesbert(2013)
  - Eddy Le Huitouze (2020)
  - Eliott Boulet (2023)
- Championnes de France du clm femmes espoirs
  - Aude Biannic (2010)
  - Audrey Cordon (2011)
  - Cédrine Kerbaol (2021)
  - Célia Le Mouël (2022)
- Championnes de France du clm femmes juniors
  - Audrey Cordon (2007)
  - Marie Le Net (2017)
- Champion de France par équipe Contre-la-montre (juniors)
  - Pierre-Henri Menthéour (1977)
  - Pascal Campion, Bruno Cornillet, Roland Le Clerc, Yvon Madiot (1980)
  - Bruno Cornillet, Roland Le Clerc (1981)
- Champion de France par équipe Contre-la-montre (amateurs des comités)
  - Robert Bouloux (1967, 1968)
  - Claude Buchon, Alain Huby, Michel Le Denmat, Maurice Le Guilloux (1972)
  - Claude Buchon, Loïc Gautier, Jean-Paul Maho et Jean-Michel Richeux (1976)
  - Pierre Le Bigaut (1977)
  - Gérard Kerbrat (1980)
  - Bruno Cornillet, Dominique Gaigne, Jean-Luc Moreul et Philippe Tranvaux (1982)
  - Bruno Cornillet, Patrick André(1983)
  - Jean Guérin, Éric Heulot, Loïc Le Flohic, et Jean-Luc Moreul (1985)
  - Camille Coualan, Jean Guérin, Éric Heulot et Jean-Philippe Rouxel (1989)
  - Hervé Garel (1990)

#### Cyclo-cross
- Champions de France de cyclo-cross
  - Georges Peuziat (1937)
  - Jean Robic (1945)
  - Jean-Michel Richeux (1971, 1972)
- Champions de France de cyclo-cross espoirs
  - Guillaume Benoist (1999)
  - Matthieu Boulo (2010, 2011)
- Championne de France de cyclo-cross juniors
  - Émeline Gaultier (2014)

#### Sur piste

##### Poursuite
- Champion de France de poursuite
  - Albert Bouvet  (1958, 1959, 1960, 1962, 1963)
  - Joseph Velly (1961)
  - Michel Nédélec (1965)
  - Bernard Hinault (1975, 1976)
- Champion de France de poursuite amateurs
  - André Le Dissez (1954, 1956)
  - Bernard Hinault (1974)
- Champion de France de poursuite universitaire
  - .  Gilles. BAUDET. (1970)
- Championne de France de poursuite
  - Pascale Jeuland  (2010, 2013)
  - Aude Biannic (2011, 2012)
- Championnes de France de poursuite juniors
  - Pascale Jeuland  (2004 , 2005)
  - Hélène Gérard   (2013)
- Champions de France de poursuite espoirs
  - Fabrice Jeandesboz (2005)
  - Fabien Le Coguic (2013)
- Championnes de France de poursuite par équipes 
  - Aude Biannic, Laudine Génée, Coralie Sero et Coraly Demay (2012)
  - Audrey Cordon, Pascale Jeuland  (2013) avec Fiona Dutriaux et l'Équipe cycliste Vienne Futuroscope
- Champion de France de poursuite par équipes juniors
  - Maxime Daniel  (2009) avec l'équipe de Normandie
  - Olivier Le Gac, Geoffrey Millour, Nicolas Janvier et Romain Le Roux  (2010)

##### Course aux points
- Champion de France de course aux points
  - Bruno Cornillet (1986)
- Champion de France de course aux points juniors
  - Pascal Campion (1980)
  - Bruno Cornillet (1981)
- Championne de France de course aux points
  - Nathalie Even-Lancien (1994, 1995)
  - Pascale Jeuland  (2007, 2008, 2009)
  - Coralie Demay(2013)
- Championne de France de course aux points juniors
  - Pascale Jeuland  (2005)
  - Coralie Sero (2012)

##### Vitesse
- Champion de France de vitesse
  - Ludovic Morin (1898)
- Championnes de France de vitesse
  - Nathalie Even-Lancien (1993)
  - Virginie Cueff (2013)
- Champion de France de vitesse juniors
  - Mickaël Quemener (1998)
- Championne de France de vitesse juniors
  - Virginie Cueff (2006)
  - Laudine Genée (2011)
- Champion de France de vitesse aspirants
  - Jo Kergoff (1932, 1934)
  - Marcel Jezo (1933)
- Champion de France de vitesse amateurs
  - Jo Kergoff  1929
- Champion de France de vitesse cadets
  - Kévin Guillot (2008)
- Champion de France de vitesse par équipes
  - Kévin Guillot, Vincent Picaud  et Judicaël Le Champion (2009)

##### Scratch
- Champion de France du scratch
  - Laurent Pichon (2010)
- Championne de France du scratch
  - Edwige Pitel (2008)
  - Pascale Jeuland  (2009)

##### Keirin
- Champion de France du keirin
  - Frédéric Lancien (1995)
  - Vincent Le Quellec (2001)

##### Kilomètre
- Champion de France du kilomètre
  - Frédéric Lancien (1992)
- Championne de France du kilomètre : 
  - Nathalie Even-Lancien (1993, 1994)

##### Demi-fond
- Champion de France d'hiver de demi-fond
  - Ange Le Strat (1954)

##### Américaine
- Champions de France de l'américaine juniors :
  - Damien Le Fustec et Pierre Demay (2007)
  - Nicolas Janvier et Fabien Le Coguic (2009)
  - Nicolas Janvier et Geoffrey Millour (2010)

#### VTT
- Championne de France de VTT Cross-country 
  - Julie Bresset (2010, 2011, 2012, 2013)
- Championne de France de VTT Cross-country espoirs
  - Julie Bresset (2010, 2011)
- Championne de France de VTT Cross-country juniors
  - Julie Bresset (2007)

#### BMX
- Championne de France de BMX
  - Laëtitia Le Corguillé (2006, 2008, 2009, 2010)
- Championne de France Cruiser
  - Laëtitia Le Corguillé (2004, 2005)

### Principaux coureurs cyclistes bretons
- Années 1900/1920
  - Lucien Petit-Breton
  - Ferdinand Le Drogo
- Années 1930/1940
  - René Le Grevès
  - Léon Le Calvez
  - Eugène Le Goff
  - Paul Le Drogo
  - Jean-Marie Goasmat
  - Pierre Cloarec
  - Jean Robic
- Années 1950
  - Louison Bobet
  - Pierre Cogan
  - Job Morvan
  - Joseph Thomin
  - Maurice Quentin
  - Jean Malléjac
  - Fernand Picot
  - Jean Bourlès
  - Jean Bobet
  - Jean Gainche
  - François Mahé
  - Francis Pipelin
  - Albert Bouvet
- Années 1960
  - Camille Le Menn
  - Georges Groussard
  - Joseph Groussard
  - Guy Ignolin
  - Désiré Letort
- Années 1970
  - Jean-Pierre Genet
  - Désiré Letort
  - Yves Ravaleu
  - Robert Bouloux
  - Léon-Paul Ménard
  - Marcel Boishardy
  - Loïc Le Bourhis
  - Georges Talbourdet
  - Maurice Le Guilloux
- Années 1980
  - Bernard Hinault
  - André Chalmel
  - Christian Levavasseur
  - Christian Seznec
  - Pierre Le Bigaut
  - Marc Gomez
  - Philippe Leleu
  - Pascal Poisson
  - Pierre-Henri Menthéour
  - Dominique Gaigne
  - Bruno Cornillet
  - Roland Le Clerc
  - Jean-François Rault
- Années 1990
  - Ronan Pensec
  - Gérard Rué
  - Pascal Lino
  - Jean-Cyril Robin
  - Stéphane Heulot
  - Laurent Madouas
  - Benoît Salmon
  - Xavier Jan
- Années 2000
  - Benoît Vaugrenard 
  - Sébastien Hinault
  - David Le Lay
  - Christophe Le Mével
  - Arnaud Gérard
  - Frédéric Guesdon
  - Cyril Gautier
  - Julien Simon
  - Fabrice Jeandesboz

## Épreuves cyclistes amateures
- Route bretonne
- Manche-Atlantique
- Souvenir Louison-Bobet
- Circuit du Morbihan
- Flèche de Locminé
- Grand Prix Gilbert Bousquet
- Boucles guégonnaises[5]
- Redon-Redon
- Circuit du Mené
- Grand Prix U
- Essor breton
- Grand Prix de la Pentecôte
- La SportBreizh
- Manche-Océan
- Circuit du Viaduc
- Ronde finistérienne
- Grand Prix de la Mine
- Circuit des Deux Provinces
- Saint-Brieuc Agglo Tour
- Grand Prix de Plouay (1.2)
- Grand Prix de Fougères
- Triomphe breton
- Tour d'Ille-et-Vilaine
- Roc'h des monts d'Arrée

## Épreuves cyclistes professionnelles

### Plouay
Tous les ans, Plouay accueille la Bretagne Classic. Cette épreuve qui se déroule fin août est au calendrier de l'UCI World Tour. Soutenue par Ouest-France, elle est devenue la principale course bretonne. 

Les Championnats du monde de cyclisme sur route ont eu lieu à Plouay, en 2000, sur le circuit du Grand Prix de Plouay.

### Saint-Malo
La Flèche d'Émeraude est une course cycliste française créée en 2011

### Vitré
La Route Adélie est une course cycliste d'un jour, se disputant en avril.

### Autres compétitions
- Le Tour de Bretagne
- Le Cyclo-Cross de Cruguel
- La Mi-août bretonne
- Le Kreiz Breizh Elites
- Le Tour du Finistère
- La Flèche finistérienne
- Le Grand Prix du Morbihan (ex À travers le Morbihan et Grand Prix de Plumelec)
- Le Critérium de Callac
- Le Circuit de l'Aulne, à Chateaulin
- Le Critérium de Camors, ouvert aux amateurs
- Le Tro Bro Leon est considéré comme le cousin breton de Paris-Roubaix
- La Sportbreizh - Trophée France Bleu Breizh Izel (Coupe de France DN1)

## Cyclotourisme
- Paris-Brest-Paris
- De nombreuses épreuves cyclosportives sont organisées chaque année. Les plus célèbres portent le nom de champions bretons : la Bernard Hinault, la Pierre Le Bigaut, la Ronan Pensec, la Guy Ignolin, la Marc Gomez, la Jean-Francois Rault, la Georges Groussard, la Brocéliande, la Cyclo de Plouay, La cyclosportive Jean-Cyril Robin, etc.

## Championnats de Bretagne de cyclisme
Le Championnat de Bretagne de cyclisme  est une course cycliste française organisée en Bretagne, région ou le cyclisme occupe une place très importante avec pratiquement 10 000 licenciés répartis dans 180 clubs qui organisent environ 1200 épreuves chaque année, et réservée aux cyclistes licenciés dans un club de la région, amateurs ou professionnels. Les championnats régionaux sont organisés chaque année le même jour par la FFC pour toutes les régions françaises et la compétition est qualificative pour le championnat de France. Il s'agit d'un des grands rendez-vous annuels du cyclisme breton. Le vainqueur de l'épreuve porte un maillot distinctif tout au long de l'année qui suit la compétition. Cette épreuve fait l'objet de nombreux articles chaque année dans Ouest-France, le premier quotidien français en termes de diffusion et qui est très impliqué dans l'organisation et le suivi des courses cyclistes en Bretagne. 

### Cyclisme sur route

#### Championnats de Bretagne amateurs puis élites

##### Podiums de la course en ligne
| Année | Vainqueur             | Deuxième             | Troisième               |
| ----- | --------------------- | -------------------- | ----------------------- |
| 1942  | Guy Butteux           | Louis Turmel         | Georges David           |
| 1943  | Yves Cavan            | Raymond Croyal       | Jean Sauzeat            |
| 1944  | Pas organisé          | Pas organisé         | Pas organisé            |
| 1945  | François Person       | Raymond Scardin      | A. Lévénez              |
| 1946  | Roger Pontet          | Louison Bobet        | Raymond Scardin         |
| 1947  | Émile Grall           | Joseph Piquel        | Jean Le Cadet           |
| 1948  | Jean Erussard         | André Ruffet         | René Drouet             |
| 1949  | André Ruffet          | Noël Draoulec        | Louis Castric           |
| 1950  | Corentin Sévignon     | Laurent Cariou       | François Thorel         |
| 1951  | Germain Mercier       | Auguste Trubert      | André Guguin            |
| 1952  | André Guguin          | André Ruquay         | Fernand Picot           |
| 1953  | Joseph Groussard      | Joseph Thomin        | Louis Gillet            |
| 1954  | Maurice Lavigne       | Francis Rault        | René Beghetti           |
| 1955  | Jean Gainche          | Édouard Bihouée      | André Paul              |
| 1956  | André Guguin          | Jean-Claude Morio    | Emmanuel Lejeune        |
| 1957  | François Hamon        | François Le Her      | François Goasduff       |
| 1958  | Émile Le Bigaut       | Guy Bernard          | Guy Daffniet            |
| 1959  | Jacques Simon         | François Hamon       | Raymond Pedrono         |
| 1960  | Claude Pelletier      | François Le Vot      | Jacques Gestin          |
| 1961  | Guy Rosnarho          | François Hamon       | Daniel Le Boulvais      |
| 1962  | Jean-Paul Paris       | Désiré Letort        | Jean Gourmelon          |
| 1963  | André Courtet         | Jean-Paul Paris      | Guy Rosnarho            |
| 1964  | Jean Gourmelon        | Désiré Letort        | Guy Cardinaux           |
| 1965  | Michel Beugnies       | Marcel Le Bourvellec | Robert Bouloux          |
| 1966  | Raymond Berthou       | Yves Ravaleu         | Émile Brard             |
| 1967  | Jacques Botherel      | Léon-Paul Ménard     | Jean-Paul Maho          |
| 1968  | Léon-Paul Ménard      | Marcel Boishardy     | Jean-Pierre Tréhel      |
| 1969  | Janick Quémard        | Alain Nogues         | Daniel Denecé           |
| 1970  | Jacques Botherel      | Janick Quémard       | Henri Dubois            |
| 1971  | Jean-Claude Plouhinec | Jean-Michel Richeux  | Alain Nogues            |
| 1972  | Alain Nogues          | Maurice Le Guilloux  | Alain Huby              |
| 1973  | Germain Guillaouic    | Alain Huby           | Claude Buchon           |
| 1974  | Alain Meslet          | André Chalmel        | Marcel Morvan           |
| 1975  | Alain Meslet          | Jean-Paul Maho       | Jean-Yves Le Bon        |
| 1976  | Loïc Gautier          | Philippe Tesnière    | Jean-Paul Maho          |
| 1977  | Michel Lesourd        | Yvon Touche          | Serge Coquelin          |
| 1978  | André Bizeul          | Gildas Le Menn       | Yvon Touche             |
| 1979  | Gérard Kerbrat        | Jean-Luc Coupé       | Serge Coquelin          |
| 1980  | Gérard Kerbrat        | Marc Gomez           | Hubert Graignic         |
| 1981  | Philippe Dalibard     | Philippe Leleu       | Dominique Le Bon        |
| 1982  | Patrick André         | Jean-Claude Bougouin | Loïc Le Flohic          |
| 1983  | Dominique Le Bon      | Pascal Henry         | Jean-Luc Hamon          |
| 1984  | Serge Bodin           | Daniel Neff          | Roland Leclerc          |
| 1985  | Jean Guérin           | Roger Trehin         | Daniel Neff             |
| 1986  | Jean-Louis Conan      | Éric Heulot          | Gwénaël Guegan          |
| 1987  | Gwénael Guégan        | Gaëtan Leray         | Michel Lallouët         |
| 1988  | Gilles Guégan         | Claude Lamour        | Christophe Le Montagner |
| 1989  | Dominique Le Bon      | Loïc Robert          | Jean Guérin             |
| 1990  | Jean Guérin           | Claude Lamour        | Hervé Garel             |
| 1991  | Camille Coualan       | Dominique Le Bon     | Rémy Quinton            |
| 1992  | Jean-Philippe Rouxel  | Serge Oger           | Alain Benoît            |
| 1993  | Camille Coualan       | Philippe Bresset     | Jean-Philippe Rouxel    |
| 1994  | Camille Coualan       | Frédéric Guesdon     | David Mallégol          |
| 1995  | Philippe Bresset      | Jean-Marc Rivière    | Camille Coualan         |
| 1996  | Serge Oger            | Sylvain Briand       | Michel Lallouët         |
| 1997  | Camille Coualan       | Didier Commault      | Fabrice Hamon           |
| 1998  | Frédéric Delalande    | Franck Trotel        | François Urien          |
| 1999  | Guillaume Judas       | Stéphane Pétilleau   | Laurent Paumier         |
| 2000  | Stéphane Pétilleau    | Martial Locatelli    | Mickaël Boulet          |
| 2001  | Stéphane Cougé        | Denoël Chedaleux     | Johan Jacquet           |
| 2002  | Dominique Rault       | Guillaume Judas      | Frédéric Delalande      |
| 2003  | Christophe Thébault   | Frédéric Delalande   | Gilles Canouet          |
| 2004  | Sébastien Duret       | Cyrille Monnerais    | Christophe Thébault     |
| 2005  | Salva Vilchez         | Yvonnick Bolgiani    | Roger Cren              |
| 2006  | Julien Gonnet         | Cyril Bouhoux        | Guillaume Le Floch      |
| 2007  | Vincent Ragot         | Christian Lebreton   | Clément Mahé            |
| 2008  | Fabrice Le Donge      | Gaël Malacarne       | Ferjeux Beauny          |
| 2009  | Salva Vilchez         | Yann Guyot           | Christophe Laborie      |
| 2010  | Yann Guyot            | Jean-Lou Paiani      | Warren Barguil          |
| 2011  | Anthony Vignes        | Florent Mallégol     | Édouard Louyest         |
| 2012  | Benjamin Le Montagner | Ludovic Poilvet      | Maxime Le Lavandier     |
| 2013  | Julien Guay           | Maxime Renault       | Franck Lemonnier        |
| 2014  | Frédéric Guillemot    | Maxime Cam           | Fabien Le Coguic        |
| 2015  | Erwann Corbel         | Adrien Legros        | Nicolas David           |
| 2016  | Valentin Madouas      | Fabien Schmidt       | Cyrille Patoux          |
| 2017  | Ivan Gicquiau         | Jérôme Le Breton     | Maxime Cam              |
| 2018  | Fabien Schmidt        | Matthieu Gaultier    | Emmanuel Morin          |
| 2019  | Julien Guay           | Willy Artus          | Maxime Renault          |
| 2020  | annulé                | annulé               | annulé                  |
| 2021  | Ewen Costiou          | Tom Mainguenaud      | Mathis Le Berre         |
| 2022  | Nolann Mahoudo        | Stefan Bennett       | Lomig Le Clec'h         |
| 2023  | Pierre-Henry Basset   | Romain Hardy         | Killian Verschuren      |
| 2024  | Ilan Larmet           | Tom Mainguenaud      | Jocelyn Baguelin        |
| 2025  | Maxime Rio            | Hans Rullier         | Quentin Plusquellec     |

##### Podiums du contre-la-montre
| Année | Vainqueur          | Deuxième           | Troisième       |
| ----- | ------------------ | ------------------ | --------------- |
| 2014  | David Le Lay       | Élie Gesbert       | Erwan Brenterch |
| 2015  | non disputé        | non disputé        | non disputé     |
| 2016  | Thibault Guernalec | Jérémy Bescond     | Baptiste Flégeo |
| 2017  | Fabien Schmidt     | Maxime Dransart    | Adrien Lagrée   |
| 2018  | Maxime Cam         | Clément Davy       | Fabien Schmidt  |
| 2019  | Damien Poisson     | Alexis Renard      | Aurélien Daniel |
| 2020  | annulé             | annulé             | annulé          |
| 2021  | Johan Le Bon       | Erwann Guenneugues | Fabien Schmidt  |
| 2022  | Anthony Rallé      | Mathis Le Berre    | Damien Poisson  |

#### Championnats de Bretagne féminins
- sur route :
  - 1971 : Annick Chapron
  - 1973 : Annick Chapron
  - 1974 : Annick Chapron
  - 1975 : Annick Chapron
  - 2010 : Audrey Cordon
  - 2012 : Aude Biannic
  - 2013 : Audrey Cordon
  - 2014 : Audrey Cordon
  - 2015 : Audrey Cordon
  - 2023[31] : Marie Camenen
- contre la montre :
  - 2010 : Aude Biannic
  - 2011 : Coralie Demay
  - 2012 : Coralie Demay
  - 2013 : Coralie Demay

#### Championnats de Bretagne espoirs

##### Podiums de la course en ligne
| Année | Vainqueur           | Deuxième           | Troisième          |
| ----- | ------------------- | ------------------ | ------------------ |
| 1997  | Fabrice Hamon       |                    |                    |
| 1999  | Freddy Ravaleu      |                    |                    |
| 2004  | Julien Simon        |                    |                    |
| 2006  | Guillaume Le Floch  |                    |                    |
| 2007  | Clément Mahé        | Florian Auberger   | Maxime Guesdon     |
| 2008  | Gaël Malacarne      | Nicolas Corvez     | Sébastien Trovalet |
| 2009  | David Chopin        | Nicolas David      | Ronan Poulizac     |
| 2010  | Jean-Lou Paiani     | Warren Barguil     | Nicolas David      |
| 2011  | Florent Mallégol    | Édouard Louyest    | Maxime Renault     |
| 2012  | Maxime Le Lavandier | Fabien Le Coguic   | Wilfried Jaffrelot |
| 2013  | Franck Lemonnier    | David Cherbonnet   | Frédéric Guillemot |
| 2014  | Frédéric Guillemot  | Maxime Cam         | Paul Ourselin      |
| 2015  | Adrien Legros       | Élie Gesbert       | Antoine Prod'homme |
| 2016  | Valentin Madouas    | Jayson Rousseau    | Camille Guérin     |
| 2017  | Jérôme Le Breton    | Antoine Prod'homme | Martin Rapin       |
| 2018  | Jean-Louis Le Ny    | Maël Guégan        | Maxime Blampain    |
| 2019  | Nicolas Malle       | Erwann Guenneugues | Florian Dauphin    |
| 2020  | annulé              | annulé             | annulé             |
| 2021  | Ewen Costiou        | Tom Mainguenaud    | Mathis Le Berre    |
| 2022  | Nolann Mahoudo      | Mathis Le Berre    | Mathys Rondel      |
| 2023  | Pierre-Henry Basset | Killian Verschuren | Malo Stévant       |

##### Podiums du contre-la-montre
| Année | Vainqueur    | Deuxième       | Troisième   |
| ----- | ------------ | -------------- | ----------- |
| 2014  | Élie Gesbert | Axel Journiaux | Florian Cam |

#### Championnats de Bretagne juniors

##### Podiums de la course en ligne
| Année | Vainqueur                 | Deuxième           | Troisième         |
| ----- | ------------------------- | ------------------ | ----------------- |
| 1967  | Louis Coquelin            |                    |                   |
| 1972  | Bernard Hinault           |                    |                   |
| 1977  | Marc Madiot               |                    |                   |
| 1983  | Franck Simon              |                    |                   |
| 1985  | Laurent Madouas           |                    |                   |
| 1988  | Anthony Kerneis           |                    |                   |
| 1989  | Jean-François Guérin      |                    |                   |
| 1992  | Benoît Salmon             |                    |                   |
| 1996  | Cédric Hervé              |                    |                   |
| 1998  | Christophe Le Mével       |                    |                   |
| 1999  | Pierre Cherbonnet         |                    |                   |
| 2002  | Nicolas Le Bras           |                    |                   |
| 2003  | Yoann David               |                    |                   |
| 2004  | Cyril Gautier             | Maxime Hardy       | Yannick Simon     |
| 2005  | Romain Hardy              | Cyril Gautier      | Vincent Rouxel    |
| 2006  | Nicolas Rosello           | Romain Hardy       | Mathieu Halléguen |
| 2007  | Damien Le Fustec          | Étienne Tortelier  | Florent Mallégol  |
| 2008  | Florent Mallégol          | Jonathan Mira      | Warren Barguil    |
| 2009  | Erwann Corbel             | Mathieu Cloarec    | Warren Barguil    |
| 2010  | Nicolas Janvier           | Quentin Guillaumot | Benoît Orvoen     |
| 2011  | Geoffrey Millour          | Loïc Jamet         | Ronan Tassel      |
| 2012  | Florian Cam               | Martin Bouédo      | Quentin Le Gall   |
| 2013  | Élie Gesbert              | Léo Danès          | Franck Bonnamour  |
| 2014  | Valentin Tortelier        | Loïc Le Barbier    | David Gaudu       |
| 2015  | Maxime Deslandes          | Damien Poisson     | Valentin Lucas    |
| 2016  |                           |                    |                   |
| 2017  | Florentin Lecamus-Lambert | Alexis Renard      | Guerand Le Pennec |
| 2018  | Benjamin Molinaro         | Thibault D'Hervez  | Axel Laurance     |
| 2019  | Axel Laurance             | Thibault D'Hervez  | Antoine Huby      |
| 2020  | annulé                    | annulé             | annulé            |
| 2021  | Eddy Le Huitouze          | Adrien Malgorn     | Pierre Thierry    |
| 2022  | Maël Guéguen              | Antoine Hue        | Baptiste Gillet   |
| 2023  | Thomas Rouxel             | Théo Paris         | Enzo Henrio Madec |
| 2024  | Antoine Basset            | Julian Le Her      | Tom Rault         |
| 2025  | Gabin Richard             | Ewen Gaillard      | Louis Antoine     |

##### Podiums du contre-la-montre
| Année | Vainqueur        | Deuxième           | Troisième         |
| ----- | ---------------- | ------------------ | ----------------- |
| 2014  | Thomas Denis     | Thibault Guernalec | Alan Riou         |
| 2015  | non disputé      | non disputé        | non disputé       |
| 2016  | Maxime Dransart  | Alexis Renard      | Adrien Le Berre   |
| 2017  | Victor Guernalec | Alexis Renard      | Alan Boileau      |
| 2018  | Victor Guernalec | Tom Aguillon       | Thibault D'Hervez |
| 2019  | Ewen Costiou     | Tom Aguillon       | Thibault D'Hervez |
| 2020  | annulé           | annulé             | annulé            |
| 2021  | Maxime Rouxel    | Victor Dattin      | Victor Drouet     |
| 2022  | Baptiste Gillet  | Basile Delalande   | Edgar Laurensot   |
| 2023  | Eliott Boulet    | Paul Thierry       | Brayann Barguil   |

##### Podiums du contre-la-montre par équipes
- 1993 : BIC 2000 (Erwan Gourvennec, François Bramoullé, Pascal Sancho, Frédéric Thepaut)
- 1998 : O.C Locminé (Boris Hervo, Sylvain Picaut, Julien Hervo, Bastien Morice)
- 2003 : C.C Moncontour (Guillaume Blot, Yoann David, Mickaël Glémot)
- 2004 : C.C Moncontour (Yoann David, Cyril Gautier, Vincent Rouxel, Gaël Boiserieux)
- 2005 : Côtes d'Armor (Cyril Gautier, Stephen Esnault, Vincent Rouxel, Maxime Saulnier)
- 2006 : Côtes d'Armor (Romain Hardy, Victor Mutrel, Laury Roger, Nicolas Rosello)

2007 : cc liffré
- 2009 : VC Pays de Loudéac
- 2010 : VS Plabennec
- 2011 : Sojasun espoir-ACNC (Loïc Jamet, Mike Granger, Anthony Jagline, Rodolphe Marie)
- 2013 : Véloce Vannetais Cyclisme (Julian Lino, Kilian Guillo, Alex Morice, Vincent Guil)

#### Championnats de Bretagne cadets

##### Podiums de la course en ligne
| Année | Vainqueur                 | Deuxième          | Troisième              |
| ----- | ------------------------- | ----------------- | ---------------------- |
| 1973  | Christian Levavasseur     |                   |                        |
| 1986  | Stéphane Lagniaux         |                   |                        |
| 1987  | Martial Carrer            |                   |                        |
| 1988  | Patrick Le Dins           |                   |                        |
| 1991  | Pascal Sancho             |                   |                        |
| 1996  | Frédéric Le Bail          |                   |                        |
| 2004  | Nicolas David             |                   |                        |
| 2005  | Johan Le Bon              |                   |                        |
| 2006  | Damien Le Fustec          |                   |                        |
| 2007  | Erwan Téguel              | François Goupil   | Mathieu Cloarec        |
| 2008  | David Leclaire            | Loïc Jamet        | Ronan Tassel           |
| 2009  | Geoffrey Millour          | Clément Lorant    | Axel Gestin            |
| 2010  | Arnaud Thébault           | Nicolas Le Caroff | Thibault Lagadec       |
| 2011  | Franck Bonnamour          | Valentin Madouas  | Nicolas Primas         |
| 2012  | Steven Guérin             | Maël Boivin       | Nicolas Primas         |
| 2013  | Ronann Vivier             | Thomas Denis      | Gwénael Petitjean      |
| 2014  | Quentin Roupsard          | Adrien Le Berre   | Dorian Foulon          |
| 2015  | Florentin Lecamus-Lambert | Yann Borderie     | Mathis Guérin          |
| 2016  | Briac Thébault            | Gaëtan Sparfel    | Maxime Yris            |
| 2017  | Mario Jéhanno             | Thomas Garel      | Antoine Huby           |
| 2018  | Pierre Thierry            | Youenn Scourzic   | Robin Cann             |
| 2019  | Enzo Boulet               | Thomas Hinault    | Alexandre Baron        |
| 2020  | annulé                    | annulé            | annulé                 |
| 2021  | Maël Guéguen              | Antoine Basset    | Mathieu Monblano       |
| 2022  | Eliott Boulet             | Jules Vaugrenard  | Dorian Piquet          |
| 2023  | Evann Mahé                | Antoine Gitta     | Dorian Posnic          |
| 2024  | Enzo Kerneis              | Hippolyte Février | Valentin Poirier       |
| 2025  | Pierre Riou               | Enzo Kerneis      | Oliwier Nicolas-Korfel |

##### Podiums du contre-la-montre
| Année | Vainqueur              | Deuxième         | Troisième                 |
| ----- | ---------------------- | ---------------- | ------------------------- |
| 2014  | Ronann Vivier          | Maxime Ménard    | Florentin Lecamus-Lambert |
| 2015  | non disputé            | non disputé      | non disputé               |
| 2016  | Pierre-Emmanuel Dubois | Victor Guernalec | Nicolas Silliau           |
| 2017  | Thibault D'Hervez      | Hugo Geffroy     | Mathis Le Berre           |
| 2018  | Eddy Le Huitouze       | Hugo Tanguy      | Ludovic Morice            |
| 2019  | Eddy Le Huitouze       | Romain Le Porh   | Pierre Thierry            |
| 2020  | annulé                 | annulé           | annulé                    |
| 2021  | Eliott Boulet          | Brayann Barguil  | Paul Thierry              |
| 2022  | Eliott Boulet          | Jules Vaugrenard | Pablo Laruelle            |
| 2023  | Gabin Gicquel          | Tom Rault        | Gabin Richard             |

#### Championnats de Bretagne minimes

##### Podiums de la course en ligne
| Année | Vainqueur             | Deuxième                | Troisième                 |
| ----- | --------------------- | ----------------------- | ------------------------- |
| 2007  | Ronan Tassel          | Mélaine Jégou           |                           |
| 2008  | Axel Gestin           | Thibault Boullez        | Jordan Le Goff            |
| 2009  | Gautier Abadie        | Erwan Cornillet         | Kilian Guillo             |
| 2010  | Maxime Lannurien      | Nicolas Primas          | Mathieu Nestour           |
| 2011  | Alan Riou             | Léo Jacq                | Thomas Neucin             |
| 2012  | Quentin Roupsard      | Loïc Quéré              | Ronann Vivier             |
| 2013  | Killian Rumen         | Thibault Rumen          | Allan Terache             |
| 2014  | Victor Cambaud-Pinon  | Quentin Luchini         | Adrien Boivin             |
| 2015  | Jean-Baptiste Morin   | Gaëtan Sparfel          | Victor Madelaine          |
| 2016  | Hugo Le Mat           | Thomas Hinault          | Kylian Germain            |
| 2017  | Thomas Pouliquen      | Eddy Le Huitouze        | Thomas Hinault            |
| 2018  | Alexis Aufort         | Lenny Gémon             | Daran Le Gall             |
| 2019  | Gabriel Garçon        | Pierre-Adrien Behr      | Kilian Perennes           |
| 2020  | annulé                | annulé                  | annulé                    |
| 2021  | Tom Rault             | Ayan Desanneaux         | Corentin Le Meur          |
| 2022  | Enzo Kerneïs          | Nathan Coupé            | Louis Antoine             |
| 2023  | Mathéo Guérizec       | Tilouis Grannec         | Nahel Belhadj             |
| 2024  | Enzo Conan            | Loïs Jouvrot            | Léo Dalla Torre Joulkva   |
| 2025  | Clément Ortega-Martin | Léo Dalla Torre Joulkva | Grégoire Gouya-Le Bastard |

#### Autres
Il est également organisé un Championnat de Bretagne pour toutes les catégories : 
- Les écoles de cyclisme
- Dames (Minimes, cadettes, juniors, seniors)
- Pass'Cyclisme (17 ans et plus)
- 3e catégorie et Juniors
- 2e, 3e catégorie et Juniors
- 1re, 2e, 3e catégorie et Juniors
- Élites nationales (Épreuves fédérales ou internationales)

Par ailleurs, les 4 départements organisent également, chaque année, les championnats départementaux

### Cyclisme sur piste

#### Championnat de Bretagne sur piste hommes
- Poursuite : 
  - 1957 : Jo Velly
  - 1965 : Jean-Paul Maho
  - 1966 : Daniel Dénecé
  - 1967 : Jean-Paul Maho
  - 1968 : Daniel Dénecé
  - 1969 : Daniel Dénecé
  - 1970 : Raymond Grison
  - 1971 : Gilles Baudet
  - 1973 : Serge Corbel
  - 1974 : Bernard Hinault[43],[44]
  - 1975 : Serge Corbel
  - 1978 : Pascal Poisson
  - 1984 : Jean-Pierre Malléjac
  - 1990 : Sylvain Briand
  - 1991 : Bruno Redondo
  - 2010 : Maxime Daniel
  - 2012 : Nicolas Janvier
  - 2013 : Fabien Le Coguic
  - 2014 : Julian Lino
- Kilomètre : 
  - 1974 : Bernard Hinault
  - 1978 : Pascal Poisson
  - 1983 : François Lamboley
  - 1984 : Éric Guézo
  - 1992 : Jean-Luc Le Guével
  - 2010 : Laurent Lopéré
  - 2013 : Adrian Bourges
  - 2014 : Benjamin Jégat
  - 2015 : Thomas Wojciechowski
- Vitesse :
  - 1978 :  Gapaillard
  - 1984 : Éric Guézo
  - 2010 : Laurent Lopéré
  - 2014 : Germain Omnés
  - 2015 : Thomas Wojciechowski
- 200 mètres :
  - 2003 : Gaël Jégou
  - 2010 : Laurent Lopéré
  - 2013 : Adrian Bourges
- Keirin :
  - 2010 : Kévin Guillot
  - 2013 : Adrian Bourges
  - 2014 : Thomas Wojciechowski
- Course aux points : 
  - 1996 : Patrick Le Dins
  - 1997 : Patrice Huby
  - 1998 : Patrice Huby
  - 1999 : Sebastien Coué
  - 2004 : Romain Lebreton
  - 2007 : Sylvain Jeuland
  - 2008 : Gwénaël Simon
  - 2009 : Pierre Demay
  - 2010 : Pierre Demay
  - 2012 : Jordan Gaté
  - 2013 : Jonathan Masson
  - 2014 : Bruno Redondo
- Poursuite par équipes :
  - 1950 : VC Vannetais
  - 1978 : VC Pays de Loudéac
  - 1989 : VS Plabennec (Stéphane Landuré, Éric Landuré, Patrick Le Dins, Jean-Luc Le Guével)
  - 1990 : VC Côte de Granit (Sylvain Briand, Bruno Redondo, Roland Le Doledec, Pascal Basset)
  - 1991 : CC Louison Bobet (Frédéric Guesdon, Bruno Redondo, Laurent Hullot, Arnaud Le Deletaire)
  - 1992 : BIC 2000 (Pascal Kerjean, Patrick Le Dins, Frédéric Thépaut, Jean-Luc Le Guével)
  - 1994 : BIC 2000
  - 1995 : BIC 2000 (Pascal Kerjean, Patrick Le Dins, Frédéric Thépaut, Jean-Luc Le Guével)
  - 1996 : BIC 2000 (Pascal Kerjean, Gérard Bramoullé, Frédéric Thépaut, Jean-Luc Le Guével)
  - 1998 : Cyclisme en Finistère (François Urien, Fabrice Hamon, Ludovic Hubert, Arnaud Rouxel)
  - 2006 : VC Pontivy (William Le Corre, Kévin Piriou, Steven Le Vessier, Gwénael Névo)
  - 2012 : Véloce Vannetais Cyclisme (Pierre Demay, Kilian Guillo, Yohan Sero, Julian Lino)
  - 2013 : EC Landerneau
  - 2014 : BIC 2000
- Américaine :
  - 1992 : Pascal Kerjean et Jean-Luc Le Guével (BIC 2000)
  - 1994 : Pascal Kerjean et Jean-Luc Le Guével (BIC 2000)
  - 1995 : Pascal Kerjean et Jean-Luc Le Guével (BIC 2000)
  - 1996 : Gerard Bramoullé et Frédéric Thépaut(BIC 2000)
  - 1997 : Gerard Bramoullé et François Bramoullé (CC abers)
  - 1999 : Patrice Huby et Sebastien Coue (Ec Rennes)
  - 2007 : Jean-Christophe Sagot et William Le Corre (AC Lanester 56)
  - 2010 : Gwénaël Simone et Pierre Demay
  - 2012 : Nicolas Janvier et Romain Le Roux
  - 2013 : Anthony Le Tallec et Benjamin Jégat
  - 2014 : Benjamin Jégat et Maxime Jégat
- Vitesse par équipes :
  - 1978 : ASPTT Vannes
  - 1983 : ASPTT Saint-Brieuc (Jean-Pierre Malléjac, Pascal Le Rolland, Philippe Nabonne)
  - 1989 : VS PLABENNEC (Stéphane Le Roux, Gilles Le Roux, Jean-Luc Le Guével)
  - 1992 : BIC 2000 (François Bramoullé, Pascal Kerjean, ..)
  - 1994 : BIC 2000 (Thierry Calvez, Jean-Luc Le Guével, ..)
  - 1995 : BIC 2000 (Thierry Calvez, François Bramoullé, ..)
  - 1996 : BIC 2000 (Thierry Calvez, François Bramoullé, Erwan Boudinot)
  - 1999 : VC Saint-Malo (Cyril Belland, Firmain Touchais, Loïc Le Tellier)
  - 2000 : VC Saint-Malo (Cyril Belland, Firmain Touchais, Christophe)
  - 2003 : VS Quimpérois (Gaël Jégou, Laurent Lopéré, Yann Le Quéau)
  - 2010 : VS Trégueuc (J. Le Gal, J. Lechampion, Kévin Guillot)
  - 2014 : Véloce Vannes

#### Championnat de Bretagne sur piste femmes
- Poursuite : 
  - 1971 : Annick Chapron
  - 1972 : Annick Chapron
  - 1973 : Annick Chapron
  - 1974 : Annick Chapron
  - 1975 : Annick Chapron
  - 1976 : Annick Chapron
  - 1978 : Annick Chapron
  - 2012 : Laudine Genée
  - 2013 : Laudine Genée
  - 2014 : Hélène Gérard
- Vitesse : 
  - 1976 : Annick Chapron
  - 2010 : Laudine Génée
  - 2014 : Lise Labat
- 200 mètres :
  - 2013 : Laudine Genée
- 500 mètres :
  - 2010 : Laudine Génée
  - 2013 : Laudine Genée
  - 2014 : Lise Labat
- Keirin :
  - 2014 : Coralie Sero
- Course aux points :
  - 2001 : Sabrina Payen
  - 2012 : Laudine Genée
  - 2013 : Laudine Genée
  - 2014 : Cécilia Le Bris

### Cyclo-cross

#### Championnat de Bretagne decyclo-crossseniors
La compétition regroupe les spécialistes du cyclo-cross, qu'ils soient amateurs ou professionnels, affiliés à un club de la région Bretagne.
| Année  | Coureur              | Club                    |
| ------ | -------------------- | ----------------------- |
| 1946   | Jean Guédart         | CC.Rennais              |
| 1946   | Jean Guédart         | CC.Rennais              |
| 1948   | Louison Bobet        | CC.Rennais              |
| 1949   | René Le Pecheur      | VC.Rennais              |
| 1950   | François Mahé        | CC Du Morbihan          |
| 1951   | Jean Guédart         | CC.Rennais              |
| 1952   | Louis Gillet         | UC Baudaise             |
| 1953   | Louis Gillet         | UC Baudaise             |
| 1954   | Adolphe Garel        | UV Saint Malo           |
| 1955   | Jean Regnier         | CC Rennais              |
| 1956   | Fernand Laporte      | CO Briochin             |
| 1957   | Fernand Laporte      | CO Briochin             |
| 1958   | Fernand Laporte      | CO Briochin             |
| 1959   | Fernand Laporte      | CO Briochin             |
| 1960   | André Foucher        | CC Rennais              |
| 1961   | Jean Régnier         | CC Rennais              |
| 1962   | Fernand Laporte      | CO Briochin             |
| 1963   | André Foucher        | EC Rennaise             |
| 1964   | Robert Le Denmat     | UC Briochine            |
| 1965   | Robert Le Denmat     | UC Briochine            |
| 1966   | Alfred Richeux       | UC Lamballe             |
| 1967   | Alfred Richeux       | UC Lamballe             |
| 1968   | Alfred Richeux       | UC Lamballe             |
| 1969   | Alfred Richeux       | UC Lamballe             |
| 1970   | Alfred Richeux       | UC Lamballe             |
| 1971   | Jean-Michel Richeux  | UC Lamballe             |
| 1972   | Jean-Michel Richeux, | UC Lamballe             |
| 1973   | Daniel Blouet        | UC Lamballe             |
| 1974   | Hilaire Desclos      | VC Quintin              |
| 1975   | Hilaire Desclos      | VC Quintin              |
| 1976   | Hilaire Desclos      | ASPTT Vannes            |
| 1977   | Hilaire Desclos      | ASPTT Vannes            |
| 1978   | Hilaire Desclos      | ASPTT Vannes            |
| 1979   | Hilaire Desclos      | ASPTT Vannes            |
| 1980   | Hilaire Desclos      | ASPTT Vannes            |
| 1981   | Hilaire Desclos      | Véloce Vannes           |
| 1982   | Hilaire Desclos      | Véloce Vannes           |
| 1983   | Patrick Robin        | UC Carhaix              |
| 1984   | Hilaire Desclos      | Véloce Vannes           |
| 1985   | Ronan Pensec         | Peugeot                 |
| 1986   | Patrick Robin        | VS Carhaix              |
| 1987   | Patrick Robin        | VS Carhaix              |
| 1988   | Patrick Robin        | VS Carhaix              |
| 1989   | Patrick Robin        | VS Carhaix              |
| 1990   | Remy Hello           | VCP Lorient             |
| 1991   | Remy Hello           | VCP Lorient             |
| 1992   | Remy Hello           | VCP Lorient             |
| 1993   | Remy Hello           | Bernard-Sports          |
| 1994   | Remy Hello           | Bernard-Sports          |
| 1995   | Patrick Robin        | CDCL Plouescat          |
| 1996   | Patrick Robin        | CDCL Plouescat          |
| 1997   | Stéphane Loizeau     | CC Rennais              |
| 1998   | Guillaume Benoist    | Jean Floc'h Mantes      |
| 1999   | Guillaume Benoist    | Jean Floc'h Mantes      |
| 2000   | Guillaume Benoist    | Team Seat Dinan         |
| 2001   | Guillaume Benoist    | VC Dinan                |
| 2002   | Guillaume Benoist    | VC Dinan                |
| 2003   | Guillaume Benoist    | VC Dinan                |
| 2004   | Guillaume Benoist    | VC Dinan                |
| 2005   | Florian Le Corre     | AC Lanester             |
| 2006   | Florian Le Corre     | Super Sport 35-ACNC     |
| 2007   | Florian Le Corre     | Super Sport 35-ACNC     |
| 2008   | Florian Le Corre     | Super Sport 35-ACNC     |
| 2009   | Florian Le Corre     | Super Sport 35-ACNC     |
| 2010   | Matthieu Boulo       | Roubaix Lille Métropole |
| 2011   | Florian Le Corre     | Roubaix Lille Métropole |
| 2012   | Florian Le Corre     | Roubaix Lille Métropole |
| 2013   | Florian Le Corre     | Team Pays de Dinan      |
| 2014   | Miguel Fillaut       | VC Pays de Loudéac      |
| 2015   | Florian Le Corre     | Team Pays de Dinan      |
| [2016] | Matthieu Boulo       | Team Pays de Dinan      |

#### Championnat de Bretagne decyclo-crossféminin
- 1995 : Manuella Le Cavil
- 1996 : Mireile Robin
- 1997 : Nolwenn  Le Caër
- 1998 : Françoise Clouet
- 1999 : Françoise Clouet
- 2000 : Françoise Clouet
- 2001 : Françoise Clouet
- 2002 : Françoise Clouet
- 2003 : Alexandra Le Hénaff-Rannou
- 2004 : Alexandra Le Hénaff-Rannou
- 2005 : Alexandra Le Hénaff-Rannou
- 2006 : Camille Darcel
- 2007 : Camille Darcel
- 2008 : Camille Darcel
- 2009 : Alexandra Le Hénaff-Rannou
- 2010 : Pauline Melaye
- 2011 : Julie Bresset
- 2012 : Emeline Gaultier
- 2013 : Emeline Gaultier
- 2014 : Emeline Gaultier
- 2015 : Maëva Calvez

#### Championnat de Bretagne decyclo-crossespoirs
- Depuis 1986, ce championnat Espoirs est organisé.

| Année | Coureur                 | Club               |
| ----- | ----------------------- | ------------------ |
| 1986  | Gwénaël Guégan          | ASPTT Rennes       |
| 1987  | Frédéric Guillanic      | CC Blavet          |
| 1988  | Jacques Desclos         | ASPTT Saint-Brieuc |
| 1989  | Franck Laurance         | CC Rennais         |
| 1990  | Jacques Desclos         | ASPTT Saint-Brieuc |
| 1991  | Dominique Nicolas       | CC Blavet          |
| 1992  | Olivier Rivet           | CC Blavet          |
| 1993  | Fabien Picaut           | CC Blavet          |
| 1994  | Henrick Quillien        | VS Quimper         |
| 1995  | Mickaël Guezello        | EC Evel Baud       |
| 1996  | Mickaël Calvez          | VS Quimper         |
| 1997  | Guillaume Benoist       | Jean Floc'h Mantes |
| 1998  | Lionel Calvez           | VS Quimper         |
| 1999  | Thomas Lecuyer          | Jean Floc'h Mantes |
| 2000  | Lionel Calvez           | VS Quimper         |
| 2001  | Pierre-Bernard Vaillant | Jean Floc'h        |
| 2002  | Pascal Le Lay           | UC Briochine       |
| 2003  | Aurélien Lebarbier      | VSP Lamballe       |
| 2004  | Florian Le Corre        | VC Pays de Loudéac |
| 2005  | Yann Le Quéau           | CC Concarneau      |
| 2006  | Yoann Corbihan          | UCP Plouay         |
| 2007  | Matthieu Boulo          | ACP Baud           |
| 2008  | Yoann Corbihan          | UCP Plouay         |
| 2009  | Yoann Corbihan          | UCP Plouay         |
| 2010  | Miguel Fillaut          | ASPTT Rennes       |
| 2011  | Christophe Balannec     | BIC 2000           |
| 2012  | Aurélien Daniel         | Hennebont Cyclisme |
| 2013  | Ivan Gicquiau           | EC Quevenoise      |
| 2014  | Ivan Gicquiau           | EC Quevenoise      |
| 2015  | Tony Périou             | VC Pays de Loudéac |

#### Championnat de Bretagne decyclo-crossjuniors
- Depuis 1977, ce championnat Juniors est organisé.

| Année | Coureur                | Club               |
| ----- | ---------------------- | ------------------ |
| 1977  | Bruno Guillet          | UC Château-Gontier |
| 1978  | Christian Maze         | VC Kerhuon         |
| 1979  | Yvon Madiot            | CC Renazé          |
| 1981  | Pierre Prigent         | CC Blavet          |
| 1982  | Pierre Prigent         | CC Lambézellec     |
| 1984  | Gwénaël Guégan         | US Plouay          |
| 1985  | Jean Luc Poder         | CC Lorient         |
| 1986  | Frédéric Guillanic     | CC Blavet          |
| 1987  | Franck Laurance        | CC Rennais         |
| 1988  | Mickaël Guillard       | CC Rennais         |
| 1989  | Olivier Rivet          | VC Quintin         |
| 1990  | Olivier Rivet          | CC Uzel            |
| 1991  | Sébastien Hinault      | UC Pordic          |
| 1992  | Fabien Picaut          | UC Pordic          |
| 1993  | Jean François Bodennec | VS Drennec         |
| 1994  | Guillaime Benoist      | UC Lamballe        |
| 1995  | Daniel Hamon           | CC Plancoët        |
| 1996  | Thomas Lecuyer         | UC Pordic          |
| 1997  | Vincent Gloaguen       | OC Locminé         |
| 1998  | David Corfmat          | OC Locminé         |
| 1999  | Pascal Le Lay          | UC Briochine       |
| 2000  | Benjamin Cadet         | VC Pays de Loudéac |
| 2001  | Florian Le Corre       | VC Pays de Loudéac |
| 2002  | Florian Le Corre       | VC Pays de Loudéac |
| 2003  | Thomas Poupon          | ES Kerfeunten      |
| 2004  | Benjamin Le Montagner  | UC Guinefort       |
| 2005  | Yoann Corbihan         | UCP Plouay         |
| 2006  | Matthieu Boulo         | ACP Baud           |
| 2007  | Christophe Balanec     | ACP Baud           |
| 2008  | Jérémie Piriou         | CC Concarneau      |
| 2009  | Frédéric Guillemot     | VS Scaërois        |
| 2010  | Flavian Le Guellec     | AC Lanester 56     |
| 2011  | Antoine Jan            | UCP Plouay         |
| 2012  | Élie Gesbert           | Andel VS           |
| 2013  | Maxime Carriou         | UC Quimperloise    |
| 2014  | Mickael Crispin        | OC Locminé         |
| 2015  | Julien leclercq        | EC Quevenoise      |

## Les médias
Le site internet http://www.sportbreizh.com est le principal et le meilleur site consacré au cyclisme breton. Il existe depuis 2009. Ce média se veut également acteur du cyclisme breton: il propose un challenge pour les jeunes coureurs et une course par étapes qui fait partie en 2017 de la Coupe de France de DN1. Enfin, il gère depuis 2016 une équipe junior, le Team Sportbreizh - Harmonie Mutuelle.

## Économie
Le marché du cyclisme en Bretagne : nb de cyclos vendus, nb de boutiques de vente et d'entretien.